# اورسونیا
اورسونیا (به ایتالیایی: Orsogna) یک کومونه در ایتالیا است که در استان کییتی واقع شده‌است.

## خصوصیات
اورسونیا ۲۵ کیلومترمربع مساحت و ۴٬۰۸۶ نفر جمعیت دارد و ۴۳۲ متر بالاتر از سطح دریا واقع شده‌است.